# Передовой сельсовет
Передово́й сельсове́т — упразднённое сельское поселение в составе Изобильненского района Ставропольского края Российской Федерации.

## География
Находился в северо-западной части Изобильненского района.

## История
Образован 1 февраля 1934 года.
С 1 мая 2017 года, согласно Закону Ставропольского края от 14 апреля 2017 № 35-кз, все муниципальные образования, входящие в состав Изобильненского муниципального района Ставропольского края, — городские поселения город Изобильный, посёлок Рыздвяный, посёлок Солнечнодольск, сельские поселения станица Баклановская, Каменнобродский сельсовет, Московский сельсовет, Новоизобильненский сельсовет, станица Новотроицкая, Передовой сельсовет, Подлужненский сельсовет, село Птичье, Рождественский сельсовет, хутор Спорный, Староизобильненский сельсовет, село Тищенское, — были преобразованы, путём их объединения, в Изобильненский городской округ.

## Население
| 1989  | 2002  | 2010  | 2011  | 2012  | 2013  |
| ----- | ----- | ----- | ----- | ----- | ----- |
| 2705  | ↗3183 | ↗3222 | ↘3221 | ↘3212 | ↘3189 |
| 2014  | 2015  | 2016  | 2017  |       |       |
| ↘3150 | ↘3130 | ↘3106 | ↘3069 |       |       |

### Национальный состав
По итогам переписи населения 2010 года на территории поселения проживали следующие национальности (национальности менее 1 %, см. в сноске к строке «Другие»):
| Национальность | Численность | Процент |
| -------------- | ----------- | ------- |
| Русские        | 2935        | 91,09   |
| Цыгане         | 63          | 1,96    |
| Армяне         | 40          | 1,24    |
| Лезгины        | 40          | 1,24    |
| Другие         | 144         | 4,47    |
| Итого          | 3222        | 100,00  |

## Состав поселения
До упразднения муниципального образования в состав его территории входили 2 населённых пункта:
| № | Населённый пункт | Тип населённого пункта          | Население |
| - | ---------------- | ------------------------------- | --------- |
| 1 | Гаевская         | станица                         | ↘300      |
| 2 | Передовой        | посёлок, административный центр | ↘2719     |

## Местное самоуправление
- Совет депутатов сельского поселения Передовой сельсовет, состоял из 11 депутатов, избираемых на муниципальных выборах по одномандатным избирательным округам сроком на 5 лет[18].
- Администрация сельского поселения Передовой сельсовет[18] (c 8 октября 2006 года глава поселения — Пожидаев Сергей Васильевич[19]).

## Экономика
Основу экономики муниципального образования составляли производство и переработка сельскохозяйственной продукции. По данным на 2015 год на территории поселения действовали 5 сельскохозяйственных предприятий (ООО СП «Правда», ОАО «Передовой хлебопродукт», ООО «ДК-ПРОДУКТ», ООО «Агросахар», ООО «Крупа юга»), 225 крестьянских фермерских хозяйств, 2 предприятия бытового обслуживания, 13 торговых предприятий.

## Культура
Оказание услуг в сфере культуры на территории поселения осуществляли Дома культуры в Передовом и Гаевской, библиотека № 18 посёлка Передового и библиотека № 19 станицы Гаевской.

## Образование
Оказание образовательных услуг осуществляло 1 муниципальное общеобразовательное учреждение (средняя общеобразовательная школа № 6 в Передовом) и 1 дошкольное образовательное учреждение (детский сад № 34 в Передовом).

## Медицина
Оказание медицинских услуг осуществляла врачебная амбулатория в посёлке Передовом и фельдшерско-акушерский пункт в станице Гаевской.